# Reus (computerspel)
Reus is een god game ontwikkeld en uitgegeven door Abbey Games. Het spel kwam op 16 mei 2013 uit voor Windows. Het spel is later ook uitgekomen voor Linux, OS X, de PlayStation 4 en de Xbox One.
Op 18 mei 2018 maakte Abbey Games bekend dat het spel meer dan een miljoen exemplaren had verkocht.
In Reus bestuurt de speler vier reuzen, elk gebaseerd op een element (oceaan, bos, rots en moeras). Deze reuzen kunnen elk bepaalde grondstoffen aan stukken land toevoegen of aanpassen. Het doel van het spel is een planeet zo te terravormen en te ondersteunen dat mensen er kunnen overleven.

## Ontvangst
| Recensiescore       | Recensiescore                        |
| Recensieverzamelaar | Score                                |
| ------------------- | ------------------------------------ |
| Metacritic          | 75/100 (pc) 75/100 (PS4) 65/100 (X1) |
| Publicist           | Score                                |
| Gamer.nl            | 9/10 (Win)                           |
| GameSpot            | 8/10 (Win)                           |
| IGN                 | 6.8/10 (Win)                         |
| XGN                 | 8/10 (PS4)                           |

Reus is grotendeels positief beoordeeld door recensenten. Het spel heeft een score van 75 uit 100 op recensieverzamelaar Metacritic voor de pc- en PlayStation 4-versie.
Het spel won "Best PC/Console Game", "Best Entertainment Game Design" en "Best Overall" op de Dutch Game Awards van 2013.